# Synagoge (Dubrovnik)

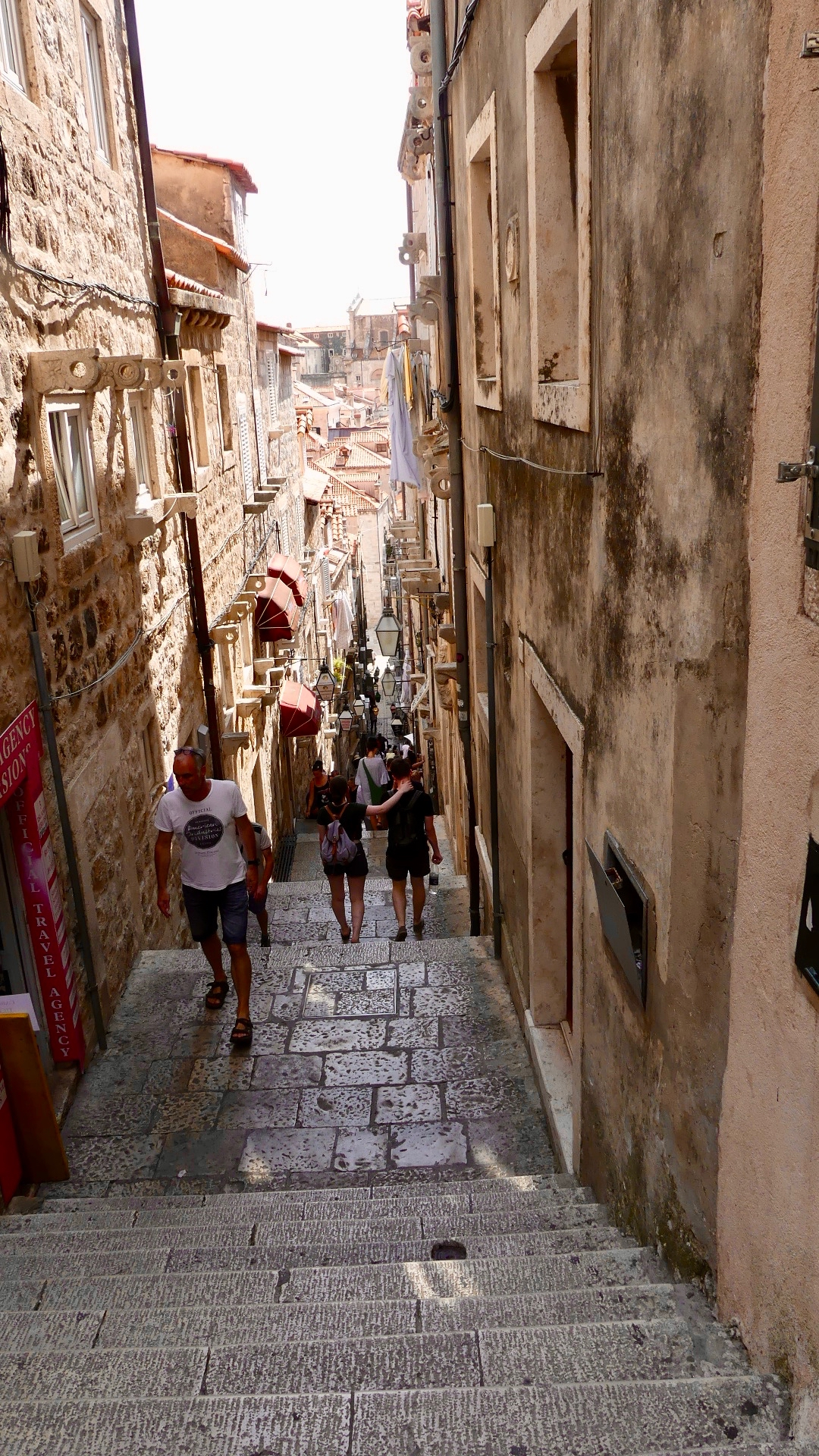
Die Gasse, in der sich auch die Synagoge befindet

Die Synagoge in der kroatischen Stadt Dubrovnik ist viele Jahrhunderte alt und wird auch heute noch für Gottesdienste genutzt. Sie gehört den Juden der sephardischen Glaubensrichtung.

## Geschichte
Als ältestes Datum für die Synagoge wird gelegentlich 1352 angegeben. Dies ist aber wohl eher das Jahr, für das erstmals jüdische Gottesdienste nachgewiesen sind. Für 1408 ist sicher, dass es bereits eine Synagoge gab, ob sie sich in dem Gebäude der jetzigen Synagoge befand, ist aber ebenfalls nicht gesichert.
Der Betsaal im Barockstil stammt in seiner heutigen Form aus dem Jahr 1652. Auch danach gab es weitere Umbauten; so ist der Toraschrein wohl aus dem 18. und die Bima aus dem 19. Jahrhundert. Die Frauenempore im hinteren Teil des Raumes wurde ebenfalls erst viel später hinzugefügt.
Die Synagoge überstand den Zweiten Weltkrieg mit dem Holocaust. Der Besitzer des Hauses rettete den Toraschrein (und auch die Torarollen), indem er ihn zersägte und die Einzelteile sowie die Rollen versteckte.
Von 1956 bis 1969 wurden sporadisch Gottesdienste in der Synagoge abgehalten. Danach dienten die Räume als Museum. Seit 1997 wird sie aber wieder für Gottesdienste genutzt.

## Architektur
Die Synagoge ist im oberen Stockwerk des Gebäudes untergebracht. In den unteren Stockwerken befinden sich die Gemeinderäume und ein Museum. Sie besteht aus einem länglichen Raum. Dieser ist durch eine von Bogen durchbrochene Trennwand unterteilt. An der Ostseite steht der Toraschrein.
Die Bima wird von einem hölzernen Geländer eingerahmt.